# Mauricio Pochettino
Pour les articles homonymes, voir Pochettino.
Mauricio Pochettino, né le 2 mars 1972 à Murphy, est un international argentin ayant évolué au poste de défenseur central et reconverti entraîneur. Il est actuellement sélectionneur des États-Unis.
Il commence sa carrière de joueur professionnel en 1988 sous les couleurs des Newell's Old Boys, en Argentine, avec lesquels il remporte deux titres nationaux consécutifs en 1991 et 1992. Il rallie l'Europe en 1994 et l'Espanyol de Barcelone dont il devient un cadre et un des joueurs les plus capés. En janvier 2001, il est recruté par le Paris Saint-Germain dont il est capitaine en 2002-2003. Après un passage aux Girondins de Bordeaux, il retourne en 2004 à l'Espanyol jusqu'à sa retraite de joueur en 2006, année où il remporte la Coupe d'Espagne. International argentin de 1999 à 2002, il dispute la Coupe du monde 2002 mais l'Albiceleste ne passe pas le premier tour.
De 2009 à 2012, il entame une carrière d'entraîneur à l'Espanyol, qu'il hisse en milieu de classement trois années de suite. Lors de l'exercice 2013-2014, il conduit le club anglais de Southampton à la 8e place de la Premier League, son meilleur classement depuis 1990. Dès 2014, Pochettino rejoint le club londonien de Tottenham Hotspur qu'il qualifie quatre années consécutives en coupe d'Europe et mène à sa première finale de Ligue des champions en 2019. Il est remercié le 19 novembre 2019 après un début de saison décevant.

## Biographie

### Joueur

#### 1988-1994: Newell's Old Boys
Quand Mauricio Pochettino a treize ans, il est repéré par Jorge Griffa, directeur de l'académie du club professionnel argentin des Newell's Old Boys de Rosario, et son bras droit Marcelo Bielsa. Ils effectuent un repérage, auquel Pochettino ne peut participer, mais leur est présenté comme le meilleur joueur de la région. Les recruteurs se rendent chez lui en pleine nuit, à Murphy, où Bielsa remarque ses jambes de footballeur. Le club l'engage l'année suivante. À quatorze ans, Bielsa convainc ses parents de le laisser rejoindre la ville de Rosario et le club des « lépreux ».

À dix-sept ans, Mauricio Pochettino débute dans l'équipe première des Newell's Old Boys dans le championnat argentin. Il a alors pour partenaire et modèle Nestor Sensini. Dès l’année suivante, il devient titulaire indiscutable dans son équipe, obtient deux titres consécutifs de champion en 1991 puis 1992 et est finaliste de la Copa Libertadores 1992 sous les ordres de Bielsa. Fan de Diego Maradona, il s'entraîne avec lui pendant la saison 1993-1994.

#### 1994-2000: Espanyol
En 1994, alors âgé de 22 ans, Pochettino traverse l’Atlantique pour rejoindre l’Espanyol de Barcelone, tout juste promu en première division. Il a l'occasion de rejoindre Boca Juniors mais préfère s'installer à Barcelone malgré l'offre moins intéressante financièrement.
En Liga, Pochettino devient titulaire et un joueur apprécié des supporters. Il y développe une réputation de défenseur central dur et sans compromis.
En février 1997, lors du derby local contre leur rival FC Barcelone au stade Sarrià, Pochettino marque Ronaldo et aide l'équipe à gagner 2-0, la première victoire contre le Barça depuis dix ans.
Au début de la saison 1998-1999, il retrouve Marcelo Bielsa, éphémère entraîneur du club. Après plusieurs proposition d'autres club, Pochettino refuse aussi celle de Valence lors de la saison 1999-2000. Au terme de celle-ci, il remporte la Coupe d'Espagne, premier trophée majeur de l’Espanyol depuis soixante ans.
Au cours de la saison 1999-2000, Pochettino signe un accord préalable pour rester au club pendant six ans de plus, sous réserve de financement. Cependant, le club est en proie à des difficultés financières et est contraint d'accepter une offre du Paris Saint-Germain.

#### 2001-2003: Paris Saint-Germain

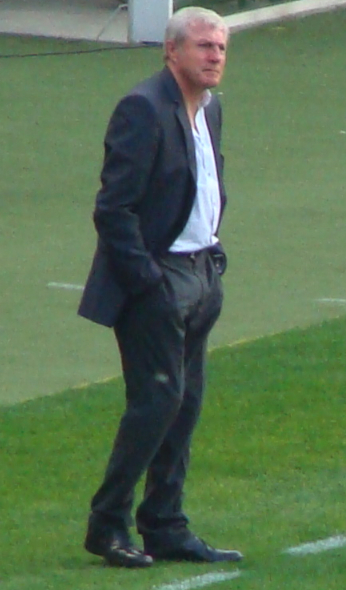
Luis Fernandez, l'homme qui le fait venir au PSG.

En janvier 2001, Mauricio Pochettino, alors peu connu en France, est recruté par Luis Fernandez, l'ancien entraîneur de l'Athletic de Bilbao, fraîchement nommé au Paris Saint-Germain. Il quitte l’Espanyol de Barcelone après six ans et demi, pour 35 millions de francs environ, soit 5,34 millions d’euros.
Il débute à Nantes le mois suivant, puis marque son premier but face à Guingamp au Parc des Princes, et montre une science du placement prometteuse, même s'il change régulièrement de partenaire dans l’axe — Éric Rabésandratana, Frédéric Déhu ou Sylvain Distin — et ne peut participer à la Ligue des champions, puisqu'il a déjà joué en Coupe de l'UEFA avec l’Espanyol.
En 2001-2002, il participe au succès en Coupe Intertoto dans une défense à l’accent hispanophone : à sa droite Cristóbal, ancien coéquipier à l’Espanyol, et à sa gauche Gabriel Heinze, également argentin passé par les Old Boys. Le PSG perd peu et encaisse peu de buts. Le PSG passe plusieurs tours dans les diverses coupes. Lors du match retour face aux Glasgow Rangers en Coupe de l'UEFA, il place une reprise de la tête sur la barre transversale puis manque son tir au but, qui entraîne l’élimination de son équipe. Blessé en janvier 2002, il revient en mars pour sceller la quatrième place du club parisien. En 2002, il pose pour l'édition 2003 du calendrier des Dieux du Stade organisé par le club de rugby du Stade français. Il est l'un des rares sportifs hors rugby à y participer.
Pour la saison 2002-2003, Pochettino devient capitaine à la place de Frédéric Déhu. L'Argentin continue d'être irréprochable, mais l’équipe tourne moins bien que lors de la saison précédente. L'Argentin reçoit son seul carton rouge parisien à Lille. En dehors de ces absences pour suspension, il est toujours fidèle au poste et marque quelques buts importants[Lesquels ?],. En fin de saison, Luis Fernandez quitte son poste. Le capitaine Rouge et Bleu n'est pas conservé lors de l'arrivée du nouvel entraîneur, Vahid Halilhodžić. Son dernier match est la finale de Coupe de France perdue. Le défenseur central argentin passe donc deux saisons et demie dans la capitale, portant le maillot rouge et bleu à 95 reprises (six buts). Mauricio Pochettino doit donc s'éclipser.

#### 2003: Girondins De Bordeaux
Il décide alors de poursuivre son aventure hexagonale chez les Girondins de Bordeaux emmenés par Élie Baup. En une demi-saison, il porte les couleurs de Bordeaux à seize reprises avec un seul but inscrit.

#### 2004-2006: Espanyol
Lors de la trêve hivernale 2003-2004, alors que Luis Fernandez prend la tête de l'ancien club de Pochettino, l'Espanyol Barcelone, il engage pour la seconde fois le défenseur. Le Français se souvient fin 2020 : « Dans un groupe, il te faut (...) un leader dans l'état d'esprit, celui qui peut rassembler des gens autour de toi. Et, en arrivant à l'Espanyol, c'est ce qui m'a semblé être la bonne solution avec Mauricio ». Il arrive alors dans un club au bord de la relégation et l'aide à se maintenir.
Il joue ensuite deux saisons supplémentaires avec les Pericos. L'Argentin prend sa retraite sportive à 34 ans, sans prendre part à la victoire en Coupe d'Espagne 2005-2006.
Au total, Pochettino évolue à l’Espanyol Barcelone de 1994 à janvier 2001 puis de janvier 2004 à la fin de sa carrière en 2006, cumulant 281 matches et quatorze buts. Mauricio est le troisième joueur de l'Espanyol le plus capé en Liga avec 275 matchs.

#### En équipe nationale
Naturalisé espagnol en 1997, il est appelé en sélection argentine à partir de 1998 par son mentor Marcelo Bielsa. Il est toutefois encore considéré comme une solution de remplacement.
Mauricio Pochettino dispute son premier match international le 31 mars 1999 en amical face aux Pays-Bas (1-1). Il reçoit un carton jaune lors de ses trois premières capes, toutes amicales.
Le défenseur, retenu par Bielsa pour la Copa América 1999, doit attendre sa quatrième apparition pour obtenir sa première victoire. Celle-ci arrive lors de sa première rencontre officielle et le troisième match du groupe C de la compétition contre l'Uruguay, décisif pour la qualification (2-0). L'Albiceleste est éliminée par le futur vainqueur brésilien au match suivant, en quart de finale. Pochettino est aligné comme défenseur latéral droit.
Lors de sa sixième sélection, Pochettino inscrit son premier but international, en Espagne pour un match amical (0-2).
Entre ses huitième et neuvièmes convocations, Pochettino doit patienter onze mois, au jour près. En effet, il ne dispute pas de matchs internationaux entre mars 2000 (contre le Chili, victoire 4-1) et février 2001 (en Italie, victoire 1-2).
Il doit attendre autant de rencontres pour marquer pour la seconde et dernière fois avec l'Argentine, lors de sa douzième cape à l’occasion du tour préliminaire à la Coupe du monde 2002 contre le Paraguay (2-2). Pochettino dispute six des dix-huit matchs des éliminatoires.
Mauricio Pochettino est retenu pour disputer la coupe du monde 2002 en Corée du Sud et au Japon. Profitant de la blessure de Roberto Ayala avant la compétition, il est titulaire en défense avec Walter Samuel, Diego Placente et Javier Zanetti. Pochettino commet la faute sur Michael Owen contre l'Angleterre, qui entraîne un penalty et la défaite de l'Argentine.
De mars 1999 contre les Pays-Bas (1-1) à novembre 2002 contre le Japon (victoire 2-0), Mauricio Pochettino honore vingt capes avec l’équipe nationale d’Argentine et inscrit deux buts.

### Entraîneur (depuis 2009)

#### 2009-2012: Espanyol
Après sa retraite des terrains, Mauricio Pochettino fait ses gammes comme entraîneur adjoint de l'équipe féminine de l'Espanyol Barcelone et s'inspire de Jorge Griffa, Marcelo Bielsa, José Antonio Camacho ou Luis Fernandez. Il dirige cette équipe durant six mois.
Trois ans seulement après avoir raccroché les crampons, l’Espanyol de Barcelone fait appel à lui pour devenir entraîneur de l’équipe première. Fin janvier 2009, Mauricio Pochettino devient le troisième entraîneur de la saison 2008-2009. Le club est alors en bas du classement de la Liga. Son premier match, le 21 janvier, est un derby face au FC Barcelone, futur auteur du triplé championnat-Coupe-Ligue des champions. Dans ce quart de finale de Coupe du Roi, il surprend en demandant à ses joueurs d'aller presser haut les Blaugrana (0-0). Un mois plus tard, en Liga dont l'Espanyol est dernier, Pochettino obtient sa première victoire sur un banc en allant gagner au Camp Nou. Le premier derby remporté par l'Espanyol depuis 27 ans dans l'enceinte blaugrana. Grâce à une fin de saison réussie avec huit victoires sur les dix derniers matches, l'Espanyol Barcelone s'offre un maintien et la dixième place. Son contrat à la tête de l'équipe est reconduit pour trois nouvelles saisons.
En août 2009, il est marqué par le décès de son capitaine Dani Jarque, lors du stage d'avant-saison. L'entraîneur argentin n'hésite pas à miser sur le centre de formation. Cela en intégrant notamment Osvaldo, Alvaro, Victor Ruiz et Javi Marquez, quitte à laisser partir sans regret une légende du club Raùl Tamudo en 2010.
Sur la lancée de cette bonne première saison, Pochettino conduit l'Espanyol à la onzième place lors de la saison 2009-2010, avec la plus mauvaise attaque du Championnat, puis au huitième rang à l'issue de l'exercice 2010-11. En septembre 2010, Mauricio Pochettino se voit proposer une prolongation de contrat d'une saison, soit jusqu'au 30 juin 2012. Il mène l'équipe à la quatorzième place en 2011-2012. En mars 2012, le président de l'Espanyol annonce devoir réduire une dette de 160 millions d'euros et place l'ensemble de l'effectif sur le marché des transferts.

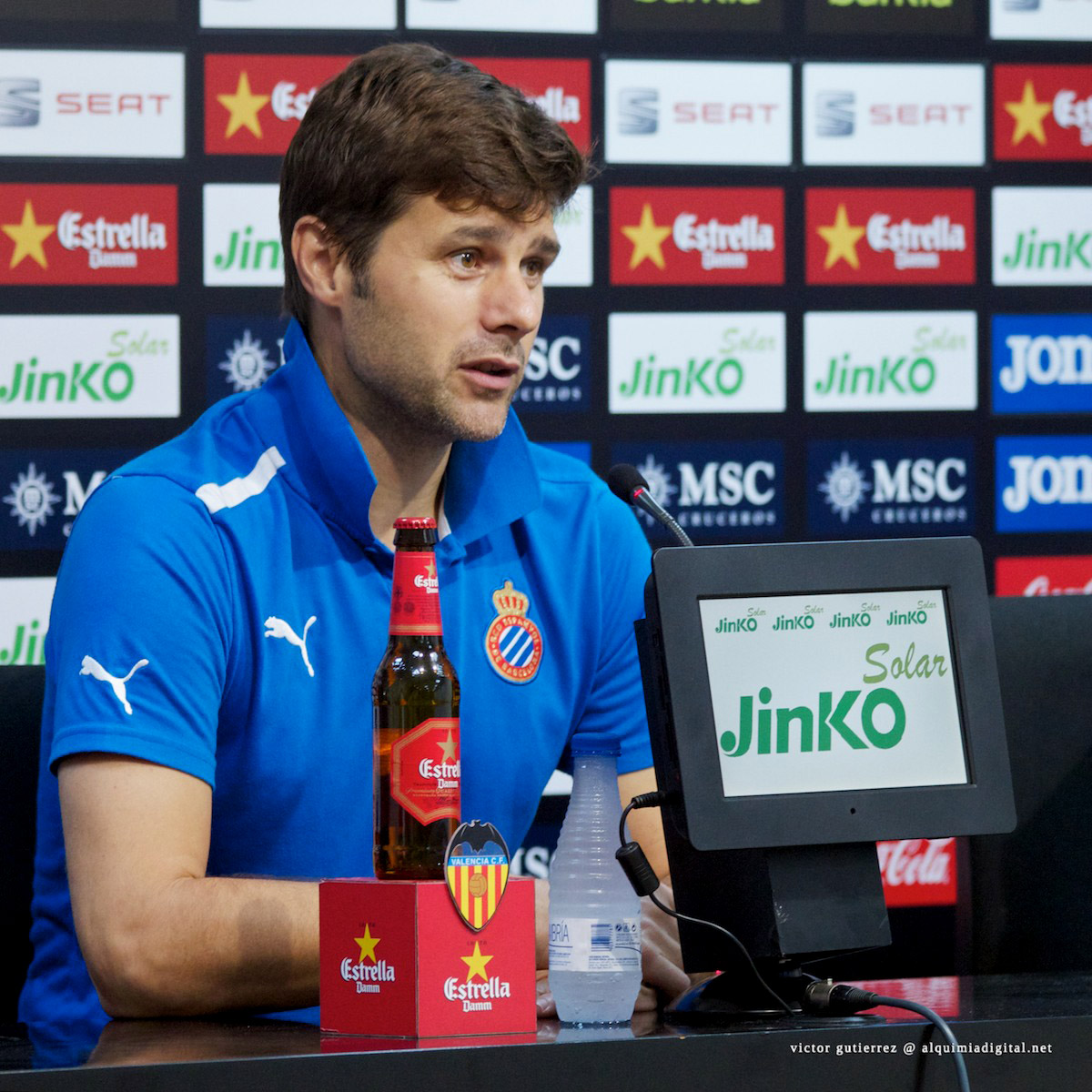
Pochettino en novembre 2012, peu de temps avant son licenciement.

Le 26 novembre 2012, malgré ses bons résultats, Pochettino est démis de ses fonctions par le nouveau président Joan Collet. Ce dernier déclare pour autant en 2019 que l'Argentin a la même importance à l'Espanyol que Cruyff ou Guardiola au Barça.

#### 2013-2014: Southampton FC
Le 18 janvier 2013, moins de quatre mois après son départ de Barcelone, Mauricio Pochettino est nommé entraîneur de Southampton en remplacement de Nigel Adkins et maintient le club en Premier League. Son équipe bat Manchester City, Liverpool ou encore Chelsea.
En novembre 2013, Southampton est sur le podium du championnat. Pochettino dispose alors de la meilleure moyenne de points par match pour un entraîneur de l'histoire du club en première division. Lallana, Shaw, Ward-Prowse, Schneiderlin, Clyne ou encore Rickie Lambert, attaquant vétéran arrivé en D3 qu'il permet de devenir international, sont des cadres de son équipe. Southampton réalise une des meilleures saisons de son histoire en terminant huitième.
En soixante matches dirigés au SFC, Pochettino obtient 23 victoires et une moyenne de 1,45 but par rencontre.

#### 2014-2019: Tottenham
Grâce à son travail avec les Saints, Mauricio Pochettino est nommé entraîneur de Tottenham Hotspur par le président Daniel Levy pour un contrat de cinq saisons avec le club du nord de Londres le 27 mai 2014.
Lors de sa première saison, il permet à Tottenham de terminer cinquième de Premier League et d'être le finaliste de la Coupe de la Ligue anglaise. C'est également lors de cet exercice que Pochettino fait révéler à l'Angleterre puis au monde le jeune buteur anglais Harry Kane, auteur de 31 réalisations toutes compétitions confondues.
Lors de la saison 2015-2016, Pochettino voit ses hommes finir sur le podium du championnat pour la première fois depuis 1990. Il nomme également le gardien de but Hugo Lloris capitaine de l'équipe en août 2015. En Ligue Europa, après un beau parcours, Tottenham s'incline en huitièmes de finale contre l'un de leurs rivaux européens, le Borussia Dortmund.
La saison suivante, sa première apparition en Ligue des champions est décevante : les Spurs sont éliminés sans gloire lors de la phase de groupe, finissant troisièmes de leur poule derrière l'AS Monaco et le Bayer Leverkusen. Reversés en Ligue Europa, ils sont éliminés dès les seizièmes de finale par les Belges de La Gantoise. Cependant, son équipe impressionne en Premier League et termine vice-championne d'Angleterre derrière Chelsea. Il s'agit du meilleur classement final depuis cinquante ans.
En 2017-2018, Mauricio et ses joueurs terminent premiers de leur groupe en Ligue des champions, devant notamment le double tenant du titre, le Real Madrid, battu 3-1 à Wembley. En huitièmes de finale, malgré un match nul 2-2 à Turin à l'aller, les Spurs sont éliminés après leur défaite à domicile (1-2) contre la Juventus. En 2018, L'Équipe rapporte un intérêt du PSG et le Real Madrid pense à lui pour succéder à un Zinédine Zidane partant,.
La saison 2018-2019 voit Pochettino et les Spurs réaliser un parcours mythique en Ligue des champions, en sortant in-extremis d'une poule composée du FC Barcelone, de l'Inter Milan et du PSV Eindhoven. En huitièmes de finale, grâce une solidité défensive impressionnante, Tottenham étant la seule équipe à ne pas concéder de but lors de ce tour, l'équipe élimine Dortmund, leader de Bundesliga (3-0 ; 0-1). En quarts de finale, les Spurs éliminent Manchester City à l'issue d'une double confrontation épique (1-0 à l'aller, puis 4-3 à l'Etihad Stadium). Le club atteint la finale de Ligue des champions au terme d’une double confrontation contre l’Ajax Amsterdam (0-1 ; 2-3). Mais les Spurs chutent lors de la finale 100 % britannique face à Liverpool (2-0).
La saison 2019-2020, Mauricio Pochettino est limogé de son poste d'entraîneur de Tottenham, le 19 novembre 2019, après un début de saison compliqué. Le club londonien est alors 14e du championnat anglais avec 14 points en 12 matchs et deuxième de leur poule en Ligue des champions. Il est remplacé par José Mourinho le 20 novembre 2019.
De la sixième place de Premier League jusqu'à la deuxième, avant la finale de Ligue des champions en 2019, le passage de l'Argentin sur le banc des Spurs tranche avec ses prédécesseurs. Pochettino les place parmi les meilleurs clubs anglais. En 293 rencontres sur le banc londonien, l'entraîneur argentin totalise 159 victoires. En 514 matches dirigés avec dans ses trois clubs, Mauricio Pochettino compte 235 victoires.

#### 2021-2022: Paris Saint-Germain
Le 2 janvier 2021, Mauricio Pochettino devient le 30e entraîneur du Paris Saint-Germain, club où il a joué entre janvier 2001 et juin 2003. Son contrat court jusqu'au 30 juin 2022 (avec une année de plus en option). Il succède à Thomas Tuchel, limogé quelques jours auparavant,. Le 13 janvier suivant, il remporte le Trophée des champions, le premier titre de sa carrière d'entraîneur, en battant l'OM par 2-1. Le 16 février 2021, il permet au PSG d'être le deuxième club français à s'imposer au Camp Nou contre le FC Barcelone lors d'une compétition internationale (après le FC Metz en 1984), en plus d'achever leur invincibilité en phase à élimination directe à domicile depuis 2013 (victoire 1-4).
Le 23 avril 2022, après un match nul (1-1) contre le RC Lens, Mauricio Pochettino permet au PSG de remporter son dixième titre national (et le premier pour l'entraîneur argentin) après 34 journées de championnat.
Le 5 juillet 2022, le Paris Saint-Germain annonce dans un communiqué avoir mis un terme au contrat de Mauricio Pochettino.

#### 2023-2024: Chelsea FC
Fin mai 2023, après la dernière journée de Premier League, le Chelsea FC annonce la signature de Mauricio Pochettino pour une durée de deux ans, avec une année supplémentaire en option.
Le 21 mai 2024, le club annonce le départ de Mauricio Pochettino.

#### 2024-: Sélection des États-Unis
Le 10 septembre 2024, la sélection étasunienne annonce que Mauricio Pochettino devient le nouveau sélectionneur et succède à Gregg Berhalter, licencié le 11 juillet 2024. Il prend donc en charge l'équipe américaine à 2 ans de la prochaine Coupe du monde organisée en partie aux États-Unis.

## Style de jeu

### Défenseur intelligent et professionnel
Luis Fernandez, son entraîneur au Paris SG puis à l'Espanyol, se souvient : « Il avait les qualités d'un défenseur avec son style à lui : ce n'était pas le plus rapide mais c'était le plus intelligent dans ses placements, ses duels au sol ou en l'air, dans l'anticipation ».
De plus, Fernandez ajoute que c'était « c'est quelqu'un d'entier, de vrai. Il répond aux attentes de bien porter le maillot. (...) Mauricio, c'était le travail, la préparation, quelqu'un de très soigneux. (...) La sérénité, la tranquillité ».
Son coéquipier au PSG puis à l'Espanyol Didier Domi se rappelle : « C'était un leader dans tous les sens du terme, sur le terrain et en dehors. Il n'avait aucun souci pour dire les choses quand il y avait un problème, mais il ne s'énervait jamais ».

### Entraîneur fédérateur au jeu direct
Sur son style de jeu, Mauricio Pochettino déclare « C'est une affaire de personnalité. Sur le terrain, tu montres qui tu es. Si tu es courageux dans ta vie, tu ne peux pas être différent sur le terrain. Je ne sais pas jouer autrement. Être courageux, toujours. J'aime ça ». Son joueur à Southampton Morgan Schneiderlin se souvient « Il aime évoluer en 4-2-3-1, avec deux récupérateurs, dont l'un monte en permanence. En plus, il a instauré un pressing qui nous permet de récupérer la balle plus haut, donc de nous projeter plus vite vers l'avant (...)  Il veut que ses joueurs aient les poumons et un coffre de fou, tout en les faisant jouer au ballon ».
Olivier Guégan, qui côtoie Pochettino en formation, déclare fin 2017 : « Il a toujours eu cette volonté d'un jeu vertical, porté vers l'avant. (...) Il souhaite avoir la possession, récupérer le ballon le plus haut possible ». Un dirigeant de l'Espanyol développe « Sa principale force, c'est sa capacité à analyser l'adversaire. (...) Il sait déceler les points faibles des équipes adverses, et va adapter la verticalité de son jeu en fonction ».
L'Argentin n'hésite pas à faire confiance à de jeunes joueurs et réussit à faire progresser ses équipes et ses individualités. Selon Guégan, « Il y a Harry Kane, Dele Alli et Christian Eriksen qui ont énormément progressé grâce à lui. Mais on peut aussi parler de Lloris, qui selon moi a pris une autre ampleur ».
La notion de groupe est importante à ses yeux : « tout dépend de la façon dont tu ressens les choses, de la façon dont ton groupe vit ». Son capitaine à Tottenham Hugo Lloris déclare « Il a ce côté fédérateur, rassurant (...) Cette force de créer un groupe et de t'emmener avec [lui] ».

## Statistiques

### En tant que joueur

#### Par saison
| Saison                | Club                  | Championnat           | Championnat | Championnat | Coupe(s) nationale(s) | Coupe(s) nationale(s) | Supercoupe | Supercoupe | Compétition(s) continentale(s) | Compétition(s) continentale(s) | Compétition(s) continentale(s) | Argentine | Argentine | Total | Total |
| Saison                | Club                  | Division              | M.          | B.          | M.                    | B.                    | M.         | B.         | Comp.                          | M.                             | B.                             | M.        | B.        | M.    | B.    |
| 1987-1988             | Newell's Old Boys     | D1                    | 4           | 0           | -                     | -                     | -          | -          | -                              | -                              | -                              | -         | -         | 4     | 0     |
| 1988-1989             | Newell's Old Boys     | D1                    | 30          | 1           | -                     | -                     | -          | -          | -                              | -                              | -                              | -         | -         | 30    | 1     |
| 1989-1990             | Newell's Old Boys     | D1                    | 36          | 4           | -                     | -                     | -          | -          | -                              | -                              | -                              | -         | -         | 36    | 4     |
| 1990-1991             | Newell's Old Boys     | D1                    | 31          | 3           | -                     | -                     | -          | -          | -                              | -                              | -                              | -         | -         | 31    | 3     |
| 1991-1992             | Newell's Old Boys     | D1                    | 31          | 3           | -                     | -                     | -          | -          | CL                             | 1                              | 0                              | -         | -         | 32    | 3     |
| 1992-1993             | Newell's Old Boys     | D1                    | 32          | 1           | -                     | -                     | -          | -          | -                              | -                              | -                              | -         | -         | 32    | 1     |
| 1993-1994             | Newell's Old Boys     | D1                    | 32          | 1           | -                     | -                     | -          | -          | -                              | -                              | -                              | -         | -         | 32    | 1     |
| Sous-total            | Sous-total            | Sous-total            | 196         | 13          | 0                     | 0                     | 0          | 0          | -                              | 1                              | 0                              | 0         | 0         | 197   | 13    |
| 1994-1995             | Espanyol de Barcelone | D1                    | 34          | 0           | 1                     | 0                     | -          | -          | -                              | -                              | -                              | -         | -         | 35    | 0     |
| 1995-1996             | Espanyol de Barcelone | D1                    | 39          | 3           | 4                     | 0                     | -          | -          | -                              | -                              | -                              | -         | -         | 43    | 3     |
| 1996-1997             | Espanyol de Barcelone | D1                    | 37          | 3           | -                     | -                     | -          | -          | C3                             | 4                              | 0                              | -         | -         | 41    | 3     |
| 1997-1998             | Espanyol de Barcelone | D1                    | 35          | 2           | -                     | -                     | -          | -          | -                              | -                              | -                              | -         | -         | 35    | 2     |
| 1998-1999             | Espanyol de Barcelone | D1                    | 26          | 0           | -                     | -                     | -          | -          | -                              | -                              | -                              | 5         | 0         | 31    | 0     |
| 1999-2000             | Espanyol de Barcelone | D1                    | 29          | 1           | 5                     | 0                     | 2          | 0          | -                              | -                              | -                              | 3         | 1         | 39    | 2     |
| 2000                  | Espanyol de Barcelone | D1                    | 16          | 2           | 2                     | 0                     | -          | -          | C3                             | 6                              | 0                              | -         | -         | 24    | 2     |
| Sous-total            | Sous-total            | Sous-total            | 216         | 11          | 12                    | 0                     | 2          | 0          | -                              | 10                             | 0                              | 8         | 1         | 248   | 12    |
| 2001                  | Paris Saint-Germain   | D1                    | 7           | 1           | 1                     | 0                     | -          | -          | -                              | -                              | -                              | 3         | 0         | 11    | 1     |
| 2001-2002             | Paris Saint-Germain   | D1                    | 28          | 1           | 4                     | 0                     | -          | -          | CI+C3                          | 4+6                            | 0+0                            | 8         | 1         | 50    | 2     |
| 2002-2003             | Paris Saint-Germain   | D1                    | 35          | 2           | 5                     | 1                     | -          | -          | C3                             | 5                              | 1                              | 1         | 0         | 46    | 4     |
| Sous-total            | Sous-total            | Sous-total            | 70          | 4           | 10                    | 1                     | 0          | 0          | -                              | 15                             | 1                              | 12        | 1         | 107   | 7     |
| 2003                  | Girondins de Bordeaux | D1                    | 11          | 1           | 1                     | 0                     | -          | -          | C3                             | 4                              | 0                              | -         | -         | 16    | 1     |
| 2004                  | Espanyol de Barcelone | D1                    | 21          | 1           | -                     | -                     | -          | -          | -                              | -                              | -                              | -         | -         | 21    | 1     |
| 2004-2005             | Espanyol de Barcelone | D1                    | 27          | 1           | -                     | -                     | -          | -          | -                              | -                              | -                              | -         | -         | 27    | 1     |
| 2005-2006             | Espanyol de Barcelone | D1                    | 11          | 0           | 2                     | 0                     | -          | -          | C3                             | 3                              | 1                              | -         | -         | 16    | 1     |
| Sous-total            | Sous-total            | Sous-total            | 59          | 2           | 2                     | 0                     | 0          | 0          | -                              | 3                              | 1                              | 0         | 0         | 64    | 3     |
| Total sur la carrière | Total sur la carrière | Total sur la carrière | 563         | 31          | 24                    | 1                     | 2          | 0          | -                              | 33                             | 2                              | 20        | 2         | 642   | 36    |

#### Détails des sélections
| Compétition            | M  | V  | N | D |
| ---------------------- | -- | -- | - | - |
| Coupe du monde         | 3  | 1  | 1 | 1 |
| Copa América           | 2  | 1  | - | 1 |
| qualif. Coupe du monde | 6  | 4  | 2 | - |
| Match amical           | 9  | 4  | 4 | 1 |
| Total                  | 20 | 10 | 7 | 3 |

Mauricio Pochettino ne perd jamais deux rencontres consécutives avec l'Équipe d'Argentine de football et ne concède même que trois revers en vingt rencontres. Entre novembre 1999 et juin 2002, Pochettino reste invaincu durant douze matchs avec l'Argentine. Sa plus longue série de victoires s'élève à quatre succès consécutifs entre mars 2000 et juin 2001.
Son plus large succès a lieu le 28 mars 2001 pour sa dixième cape et la réception du Venezuela lors des éliminatoires du Mondial 2002 (5-0). À l'inverse, le défenseur ne perd jamais par plus d'un but d'écart.
Ses cinq cartons jaunes sont concédés en deux enchaînements de matchs : ses trois premières puis ses dixième et onzième sélections.
| Détails des matchs avec l'Argentine | Détails des matchs avec l'Argentine | Détails des matchs avec l'Argentine | Détails des matchs avec l'Argentine | Détails des matchs avec l'Argentine | Détails des matchs avec l'Argentine |
| #                                   | Date                                | Adversaire                          | Score                               | Compétition                         | Informations                        |
| ----------------------------------- | ----------------------------------- | ----------------------------------- | ----------------------------------- | ----------------------------------- | ----------------------------------- |
| 1                                   | 31 mars 1999                        | Pays-Bas                            | 1 - 1                               | A                                   | Averti                              |
| 2                                   | 9 juin 1999                         | Mexique                             | 2 - 2                               | A                                   | Averti                              |
| 3                                   | 13 juin 1999                        | États-Unis                          | 1 - 0                               | A                                   | Averti                              |
| 4                                   | 7 juillet 1999                      | Uruguay                             | 2 - 0                               | Copa América 1999 - groupe C        |                                     |
| 5                                   | 11 juillet 1999                     | Brésil                              | 2 - 1                               | Copa América 1999 - quart de finale |                                     |
| 6                                   | 17 novembre 1999                    | Espagne                             | 0 - 2                               | A                                   | But inscrit                         |
| 7                                   | 23 février 2000                     | Angleterre                          | 0 - 0                               | A                                   |                                     |
| 8                                   | 29 mars 2000                        | Chili                               | 4 - 1                               | qualif. Mondial 2002                |                                     |
| 9                                   | 28 février 2001                     | Italie                              | 1 - 2                               | A                                   |                                     |
| 10                                  | 28 mars 2001                        | Venezuela                           | 5 - 0                               | qualif. Mondial 2002                | Averti                              |
| 11                                  | 3 juin 2001                         | Colombie                            | 3 - 0                               | qualif. Mondial 2002                | Averti                              |
| 12                                  | 7 octobre 2001                      | Paraguay                            | 2 - 2                               | qualif. Mondial 2002                | But inscrit                         |
| 13                                  | 8 novembre 2001                     | Pérou                               | 2 - 0                               | qualif. Mondial 2002                |                                     |
| 14                                  | 14 novembre 2001                    | Uruguay                             | 1 - 1                               | qualif. Mondial 2002                |                                     |
| 15                                  | 27 mars 2002                        | Cameroun                            | 2 - 2                               | A                                   |                                     |
| 16                                  | 17 avril 2002                       | Allemagne                           | 0 - 1                               | A                                   |                                     |
| 17                                  | 2 juin 2002                         | Nigeria                             | 1 - 0                               | Coupe du monde 2002 - groupe F      |                                     |
| 18                                  | 7 juin 2002                         | Angleterre                          | 0 - 1                               | Coupe du monde 2002 - groupe F      |                                     |
| 19                                  | 12 juin 2002                        | Suède                               | 1 - 1                               | Coupe du monde 2002 - groupe F      |                                     |
| 20                                  | 20 novembre 2002                    | Japon                               | 0 - 2                               | A                                   |                                     |

### En tant qu'entraîneur
| Club                  | Début            | Fin              | Résultats | Résultats | Résultats | Résultats | Résultats | Résultats | Résultats | Résultats |
| Club                  | Début            | Fin              | M         | V         | N         | D         | V. %      | Bp        | Bc        | Diff      |
| --------------------- | ---------------- | ---------------- | --------- | --------- | --------- | --------- | --------- | --------- | --------- | --------- |
| Espanyol de Barcelone | 25 janvier 2009  | 27 novembre 2012 | 161       | 53        | 38        | 70        | 32,9      | 184       | 218       | -38       |
| Southampton FC        | 18 janvier 2013  | 27 mai 2014      | 60        | 23        | 18        | 19        | 38,3      | 87        | 73        | +14       |
| Tottenham             | 27 mai 2014      | 20 novembre 2019 | 293       | 159       | 62        | 72        | 54,3      | 550       | 312       | +238      |
| Paris Saint-Germain   | 2 janvier 2021   | 5 juillet 2022   | 84        | 55        | 15        | 14        | 65,4      | 186       | 78        | +108      |
| Chelsea FC            | 1er juillet 2023 | 21 mai 2024      | 35        | 17        | 6         | 12        | 48,0      | 58        | 40        | +18       |
| Total                 | Total            | Total            | 629       | 306       | 139       | 184       | 47,7      | 1065      | 721       | +344      |

## Palmarès

### Comme joueur
- Newell's Old Boys (2)
  - Champion de Primera División en 1991 et 1992.
- Espanyol de Barcelone (2)
  - Vainqueur de la Coupe d'Espagne en 2000 et 2006.
- Paris Saint-Germain (1)
  - Vainqueur de la Coupe Intertoto en 2001.
  - Finaliste de la Coupe de France en 2003.

### Comme entraîneur
- Tottenham Hotspur
  - Finaliste de la Coupe de la Ligue anglaise en 2015.
  - Vice-champion de Premier League en 2017.
  - Finaliste de la Ligue des champions en 2019.
- Paris Saint-Germain (3)
  - Champion de Ligue 1 en 2022.
  - Vainqueur du Trophée des Champions en 2020.
  - Vainqueur de la Coupe de France en 2021.
  - Vice-champion de Ligue 1 en 2021.
  - Finaliste du Trophée des Champions en 2021.